# Amenirdis II
Amenirdis II là một công chúa Ai Cập cổ đại thuộc Vương triều thứ 25.

## Tiểu sử
Amenirdis II là con gái của pharaon Taharqa. Bà đã được cô ruột là Shepenupet II (con gái của Piye) nhận làm con nuôi để trở thành người thừa tước "Nữ tư tế thần thánh của Amun" từ khoảng năm 650 - 640 TCN dưới thời Vương triều thứ 26.
Tuy nhiên, vua Psamtik I đã buộc Shepenupet phải nhận con gái ông làm người thừa kế, tức Nitocris I. Cả Shepenupet II và Amenirdis II đều phải chấp nhận nhượng vị cho Nitocris, nhưng Psamtik vẫn không phế hai bà. Tất cả các sự kiện này đều được ghi chép lại trong tấm bia Nhận nuôi.
Ngoài ra, Amenirdis được cho là đã nhận nuôi Nasalsa, người có thể là con gái của vua Atlanersa. Nếu Atlanersa thực sự là con của Taharqa, thì Nasalsa sẽ là cháu gọi bà bằng cô.
Không rõ nơi chôn cất của Amenirdis II.